# Stylosanthes fruticosa
Stylosanthes fruticosa là một loài thực vật có hoa trong họ Đậu. Loài này được (Retz.) Alston miêu tả khoa học đầu tiên.

## Hình ảnh

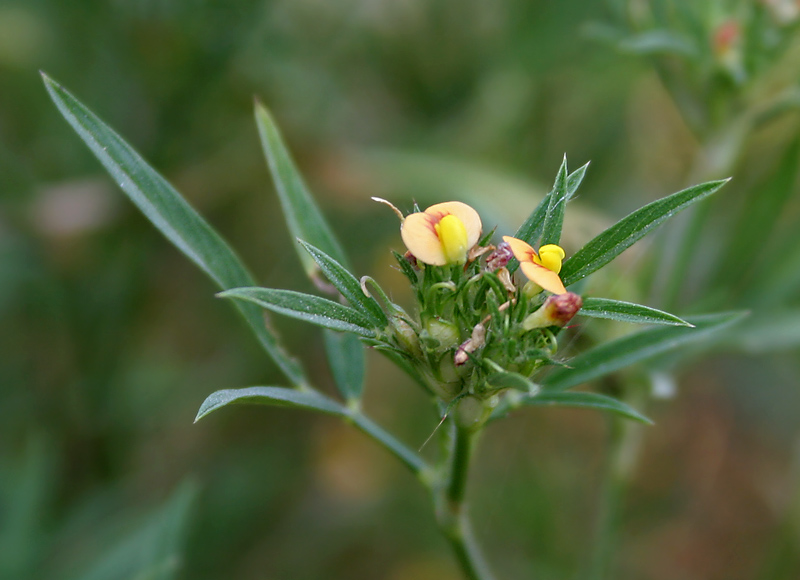
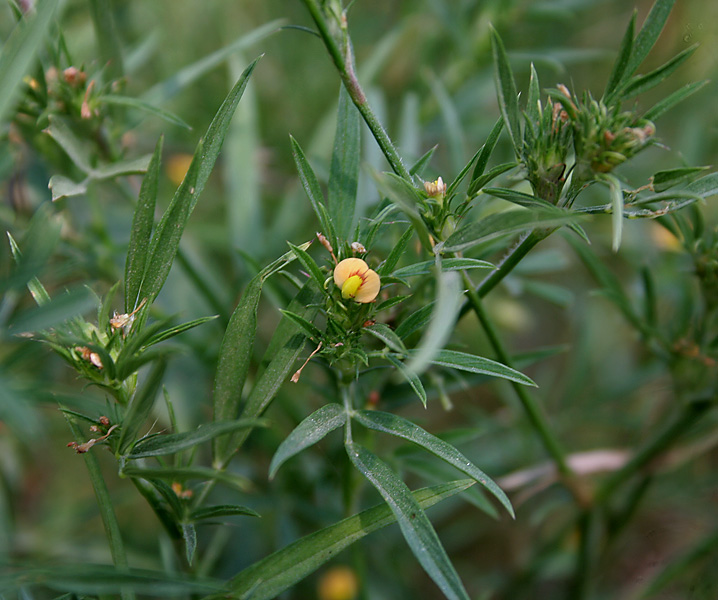
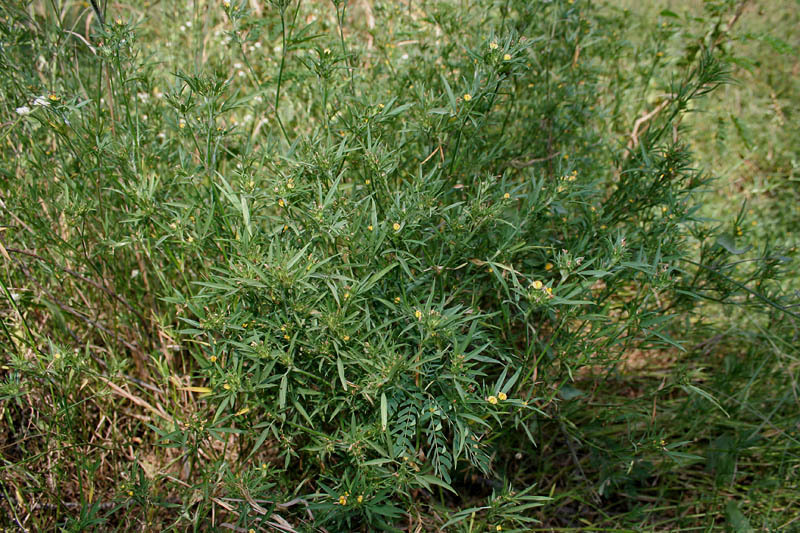
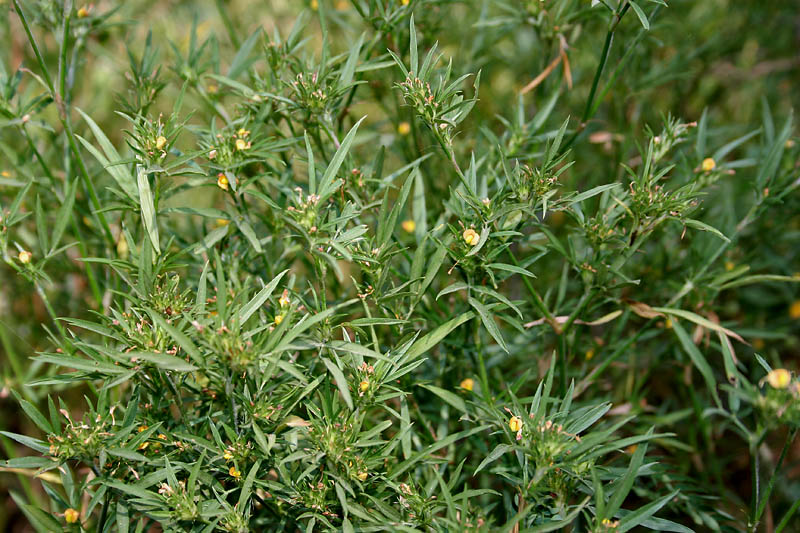